# Nova Ecija
Nova Ecija é um província de  primeira classe de renda da província (d) na província Luzon Central, nas Filipinas. De acordo com o censo de 1 de maio  de  2020 possui uma população de 2 310 134 pessoas e 572 583 domicílios. A sua capital é Palayan.

## Subdivisões
Municípios
- Aliaga
- Bongabon
- Cabiao
- Carranglan
- Cuyapo
- Gabaldon
- General Mamerto Natividad
- General Tinio
- Guimba
- Jaen
- Laur
- Licab
- Llanera
- Lupao
- Nampicuan
- Pantabangan
- Peñaranda
- Quezon
- Rizal
- San Antonio
- San Isidro
- San Leonardo
- Santa Rosa
- Santo Domingo
- Talavera
- Talugtug
- Zaragoza

Cidades
- Cabanatuan
- Gapan
- Muñoz
- Palayan
- San Jose